# 明湖街道
明湖街道，是中华人民共和国河南省郑州市管城回族区下辖的一个乡镇级行政单位，由郑州经济技术开发区代管。

## 行政区划
明湖街道下辖以下地区：
老南岗社区、远大社区、中铁社区、加工区社区、格林社区、安飞社区、赵庄社区、岔河社区、西杨社区、东杨社区、螺蛭湖社区、毛庄社区、梁湖社区和李南岗村。